# Robert Louis
Robert Louis (* 20. Februar 1902 in Douai; † 22. September 1965 in Vincennes) war ein französischer Heraldiker.
In der französischen Philatelie wurde er berühmt, da er die französische Wappen-Briefmarkenserie von 1943 bis 1965 überprüft hatte. Diese Briefmarken stellten die Wappen der alten französischen Provinzen sowie einiger Städte dar. Sie wurden von diversen Briefmarkenkünstlern graviert. Im Jahre 1966, nach seinem Tod, wurde er von seiner Tochter Mireille Louis für die Überprüfung der letzten drei Marken der Serie vertreten (Auch, Mont-de-Marsan und Saint-Lô). 1945 und 1946 erschienen zehn seiner Briefmarken in der französischen Zone in Deutschland. Auf diesen sind die Landeswappen Badens, der Pfalz, des Rheinlands, des Saarlands und Württembergs zu sehen.
Robert Louis schuf außerdem Wappen für französische Départements und Gemeinden.